# Reisserita parva
Reisserita parva är en fjärilsart som beskrevs av Petersen och Reinhardt Gaedike 1979. Reisserita parva ingår i släktet Reisserita och familjen äkta malar.
Artens utbredningsområde är Spanien. Inga underarter finns listade.